# 陳宗禔
陳宗禔（1961年—），前中華民國空軍將領。

## 生平
陳宗禔出生於1961年台中清水鎮眷村、籍貫廣東省梅縣、畢業於國立清水高級中學第28屆、空軍機械學校專科71年班、國防大學理工學院碩士89年班。
在中華民國空軍歷任修護官、採購官、組長、處長、空軍一指部指揮官、空軍保修指揮部少將指揮官、空軍航空技術學院少將校長及空軍司令部少將副參謀長等職。
專案經理雜誌2012冬06期專刊報導其於2012年5月，擔任空軍保修指揮部少將指揮官期間，取得PMP證照，是全球第一位取得PMP證照的將軍。
在空軍航空技術學院擔任校長期間將一批最久達百餘年全台唯一的氣象圖，捐贈給國立科學工藝博物館典藏，並和勞動部勞動力發展署雲嘉南分署共同簽定合作備忘錄設立飛機修護國手培訓崗位。
2011年3月16日，於高雄岡山空軍航空技術學院七十五週年校慶時榮獲傑出校友之殊榮，2016年榮獲國立清水高級中學創校70週年第二屆傑出校友。
軍職退役後擔任國家中山科學研究院空軍平台的主持人。並持續求學，進修逢甲大學航空工程博士生。

## 著作
| 年份   | 書名           | 出版社   | ISBN               |
| 2015年 | 《大專國文選》 | 華立圖書 | ISBN 9789577846037 |

## 榮譽
- 空軍航空技術學院傑出校友  (2011年)
- 國立清水高級中學傑出校友  (2016年)